# Calydna caieta
Calydna caieta är en fjärilsart som beskrevs av William Chapman Hewitson 1854. Calydna caieta ingår i släktet Calydna och familjen Riodinidae. Inga underarter finns listade i Catalogue of Life.

## Bildgalleri

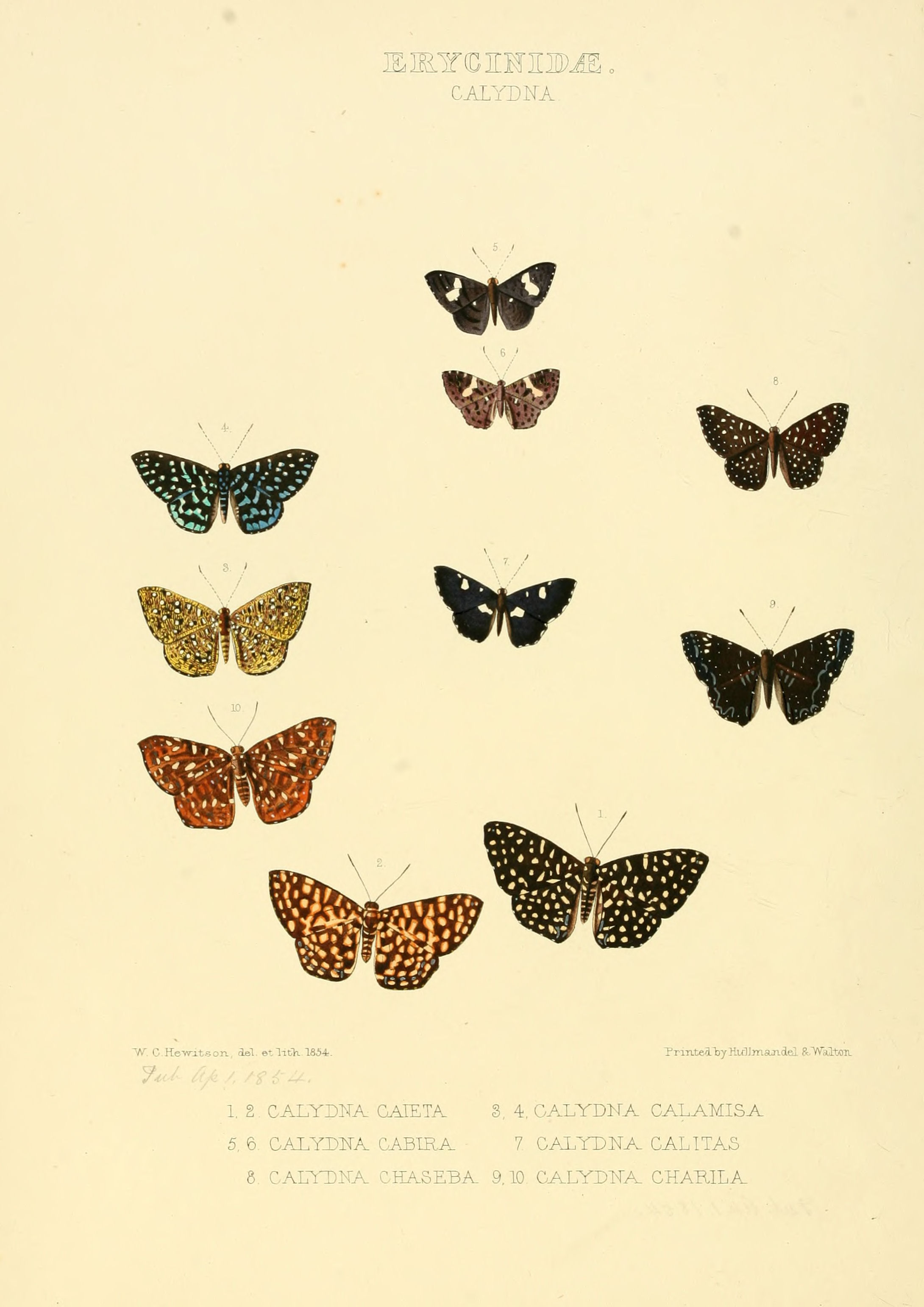